# Karma Paksi
Karma Paksi (1204–1283) a második Karmapa.

## Élete
Karma Paksi 1204-ben született Drilung Vontőben, egy olyan nemes család sarjaként, akik Tibet nagy királyának, Triszong Decennek voltak a leszármazottai.
Születésekor számos szerencsés jel mutatkozott, és hamarosan mindenkinek feltűnt, hogy milyen kivételes gyermekkel állnak szemben. A Csödzin nevet kapta.
Hatéves korára tökéletesen írt és olvasott, bár nem volt tanítója. Tízévesen befejezte a rendelkezésére álló vallásos szövegek tanulmányozását. Elég volt egy pillantást vetnie egy szövegre, vagy akár csak egyszer hallania azt, hogy teljesen ismerje annak tartalmát. Ez a természetes tudása volt az, ami meggyőzte a szüleit arról, hogy gyermekük nagy inkarnáció.
Első tanítója Láma Gyalszé Bom Trakpa volt – annak a Drogön Recsennek a tanítványa, akire az 1. Karmapa rábízta a következő inkarnációját érintő jóslatot. Ez a láma a következőket mondta: "Ma a dakák és dakinik hatalmas felhőként jelentek meg az égen. A dakinik áldásában fogsz részesülni". Aznap éjjel jidamok jelentek meg, s azt mondták neki, hogy a fiú az új Karmapa, és mindezt számos jel erősítette meg. Így a következőt mondta a fiúnak: "Szerencsés vagy! Megjelent az összes Kagyü-tanító, beleértve Düszum Tyenpát is. Mostantól gyakorolnod kell a tanokat!"
Tizenegy éves korában Karma Paksi megkapta az elsődleges felszentelést Katog Csampa Bumtól, és a Csötyi Láma nevet kapta.
Szaraha sziddha misztikus Doha-énekeiről kapott tanítást, továbbá megkapta Gampopa Mahamudra tanításait is. Amikor a tanítója a meditációt kezdte tanítani, kiderült, hogy ez felesleges: a fiatal Karmapa ezt már teljesen elsajátította. Beavatást kapott Tilopa sziddha mély tanításaiba. Ekkoriban volt egy látomása Csenréziről, aki tizenegy fejjel és rengeteg karral jelent meg előtte. Tíz éven át gyakorolta a meditációt, elsajátította a Belső Hő Jógáját, és gyakran jelent meg neki Tara, miközben a mantráját recitálta.
Zavargások törtek ki a környéken, így az ifjú Karmapa a kelet-tibeti Tasi Pomtragban lévő Corong Gön-kolostorba ment, ahol folytatta meditációs gyakorlatait. Látomása volt Dordzse Palceg védelmezőről, aki arra kérte, hogy látogasson el Nesznangba. Karmapa megtette az utat; s a kis Nesznang-tó közelében egy sziklán meditációba merült. Ekkor megjelent Csakraszamvara, és erejét arra használta, hogy irányítása alá vonja azt a sok démont és félistent, akik a környező hegyben laktak. Az emberi szem számára úgy tűnt, hogy a hegy földcsuszamlások közepette eltűnik. Dordzse Palceg ezek után megígérte, hogy Karmapa minden jövőbeli tanítványát védelmezni fogja.
Egyszer, amikor Karmapa a Sarcsog Pungri nevezetű zarándokhelyhez látogatott el, sok-sok táncoló dakinit látott, és megpillantotta magát Mahakálát, amint egy épület felépítésén fáradozik. Karmapa úgy érezte, hogy ez a hely különösen sokat ígérő, így elhatározta, hogy kolostort alapít itt. A dakinik tudtul adták neki, hogy a mantrák éneklése az építkezés folyamán nagyban elősegítené a munka mihamarabbi befejezését. Ennek eredményeképpen a kolostor rendkívül rövid idő alatt készült el. Karmapa tizenegy évet töltött itt el, miközben idejét a Belső Energia-tanítások gyakorlásának szentelte. Számos alkalommal szivárványok voltak láthatók körülötte, és szivárványszínű fény áradt testéből. Hírneve messzire eljutott, és sokan zarándokoltak hozzá áldásért.
Tibet déli részén van egy hely, melyet Rongcen Kava Karponak neveznek, és Csakraszamvara lakhelyének tartják. Senki nem tudta, hogy lehet ide eljutni, de Karmapa látomásában felismerte az odavezető utat, amit meg is nyitott zarándoklat céljára. A tanításokat széles körben terjesztette, így a kagyüpák tanai egészen a Kína-Tibet határterületre is eljutottak.
Karmapa a közép-tibeti Tukba utazott, hogy Düszum Tyenpa kolostorait újjáépítse, és újra életre keltse a buddhista Dharmát Dri és Den tartományokban. Ezek után Dél-Tibetben tizennyolc tartományt keresett fel, és egy kis ideig a nagy Karma Gön -kolostorban maradt. Amikor tudomást szerzett arról, hogy a vadászat milyen nagy méreteket öltött Dzsjang vidékén, egy üzenetet küldött, melyben a vadászat beszüntetését kérte.
Karmapa a fontos Curpu-kolostorba utazott, amely súlyosan megrongálódott a helyi háborúk folyamán. Hat évet töltött itt el, mindeközben teljesen újjáépíttette a kolostort, és sok-sok tanítást, beavatást adott a lámáknak, a szerzeteseknek és a világiaknak. Ezek után a nyugat-tibeti Cangba indult, a Lam-tavat is útba ejtve, ahol a tó istennője, Lamco Lamo jelent meg, és egy arany elixír tégelyt ajándékozott Karmapának.
Ebben az időben Kína részben mongol uralom alatt volt. Mongólia császárát Mongkor Gennek (Mongka) hívták; testvére, Kublaj (Gorbe La) a Kína-Tibet határvidék uralkodója volt. Kublaj meghívta Karmapát, hogy látogasson el Kínába. Az akkor negyvenhét éves Karmapa nekivágott a hosszú útnak. A három éven át tartó utazás során széles körben terjesztette a kagyü-tanításokat, míg 1255-ben el nem ért a hatalmas Wok Tok-palotába.
Szakja Pandita – Kunga Gyalcen – már eltöltött a palotában néhány évet, azonban elhunyt, mielőtt a kagyü-küldöttség megérkezett volna. Karmapát nagy tisztelettel fogadták, és több ünnepséget rendeztek a tiszteletére, majd ő megáldotta Kublajt és udvartartását. Ebben az időben – Szakja Panditának köszönhetően – a Szakja-iskola már biztos alapokkal rendelkezett Kínában. Elég szerencsétlen módon, bizonyos politikai csoportosulások rossz néven vették Karmapa érkezését, és ez az iskolák közti szakadás veszélyével fenyegetett, ezért Karmapa a Tibetbe való visszatérés mellett döntött annak ellenére, hogy Kublaj többször kérte, hogy maradjon. Karmapa elhagyta a palotát és Minya tartományba utazott, ahol építtetett egy nagyobb és több kisebb szentélyt. Ezrekkel ismertette meg a kagyü tanításokat.
1256 második havában Amdo Cong Ka régiójához ért Északkelet-Tibetben. Eközben a mongol uralkodók között viták lángoltak fel: Kublajt elűzte Mongkor Gen, és ettől fogva ő uralkodott Mongólia és Kína nagy része felett. Az új császár fülébe is eljutottak Karmapa csodatettei, így visszahívta Kínába. Karmapa elfogadta a meghívást, és visszatértekor királyhoz illően fogadták az új császári palotában, ahol sok tanítást és beavatást adott.
Még ugyanebben az évben, a nyolcadik hónap 19. napján ellátogatott Szen Singbe, Tao Szibe és Er Kaoba, ahol vitában sok nem-buddhista bölcset legyőzött, és mindnyájukat a kagyü-buddhizmus útjára vezette. A kilencedik hónap 12. napján csodás módon megállította a hóesést és a szelet, pedig tél közepe volt. Elérte, hogy a környező területen minden foglyot szabadon bocsássanak. Egy másik alkalommal Karmapa mantrákat recitált, hogy elűzze a rovarok hordáit, melyek megtámadták a termést. Máskor a kártevő rovarokat úgy űzte el, hogy egyszerűen egy marék földet dobott rájuk. Ezek után visszatért Tibetbe, útközben egy kolostort alapított Tao Hu Csu Makánál, ahol néhány hónapot töltött.
Négy évvel később Ila kínai-tibeti határterületre ért, ahol megtudta, hogy Mongkor császár meghalt, és őt a fia, Arik Boga követte a trónon, aki elvesztette a Kublajjal folytatott háborút. 1260-ban Kublaj Mongólia és Kína korlátlan kánjának és császárának nevezte ki magát. Karmapát nagyon szíven ütötték a harcról és vérontásról érkező hírek, így hét napot maradt ezen a területen meditálva és imádkozva, hogy Kínában béke legyen a jövőben. Meditációjának utolsó napján látomása volt Buddháról, melyben utasításokat kapott, miszerint egy hatalmas, mintegy hat méter magas Buddha-szobor építésével létrejöhetne a tartós béke, és ez a háborúban elesett ezreken is segítene.
Kublaj kán hallott arról, hogy Karmapa Ilában tartózkodik, és mivel nem felejtette el, hogy hét évvel azelőtt Karmapa visszautasította kérését, hogy hosszabbítsa meg ottani tartózkodását, harmincezer katonát küldött érte. Karmapa a kétujjas mudrával mozdulatlanná dermesztette a sereget, azonban együttérzéséből kifolyólag szabadon engedte őket, és hagyta, hogy elfogják. Ruhákba bugyolálták, és megpróbálták megkötözni, azonban Karmapa teste olyan volt, mint a szivárvány: mindenféle szilárdság nélküli, így a feladatot lehetetlen volt teljesíteni. Ezek után arra kényszerítették, hogy mérget igyon, de ennek sem volt semmi hatása, sőt, Karmapa testéből vakító fénysugarak kezdtek áradni, mire a katonák nagyon megijedtek. Felvitték Karmapát egy magas hegyre, és lelökték onnan, azonban Karmapa lelebegett egy tóra megérkezve, melynek felszínén úgy siklott tovább, mint egy kacsa. Megpróbálták elégetni: két tanítványával együtt; lángoló tűzbe dobták, mire víz fakadt testéből, és hamarosan eloltotta a tüzet. Kublaj kán tudomást szerzett a történtekről, és úgy rendelkezett, hogy Karmapát zárják be mindenféle élelem nélkül. Hét napon keresztül az emberek mennyei lényeket láttak, akik étellel és itallal látták el. A császár végül rájött, hogy hibázott, és Karmapa tanítványává szegődött. Karma Paksi egy darabig a nagy palotában maradt, ahol mély tisztelettel vették körül.
Karmapa emlékezett látomására a Buddha-szoborról, melynek elkészítéséhez neki is láttak: hét rakomány aranyat küldtek a Curpu-kolostorba egy üzenettel együtt, melyben az állt, hogy egy cangi kovácsnak kell elvégeznie a munkát, aki Karmapa egyik emanációja volt. Dengomot, Karmapa egyik tanítványát küldték el Kínából Curpuba, hogy felügyelje a nagy szobor felépítésének fázisait. Nyersanyag és pénz folyamatosan érkezett Kínából, így anyagi akadályba nem ütközött a munka elvégzése. Három év kellett a befejezéséhez, de amikor a szobor elkészült, úgy tűnt, mintha kissé balra dőlne.
Karmapa hat évet töltött Kínában, ezalatt tanításokat, áldásokat és beavatásokat adott. Több kolostort és szentélyt épített. Hálás tanítványai sok ajándékkal kedveskedtek neki, melyeket Karmapa egy patakba dobott Sang Tu mellett, mielőtt elhagyta az országot. Két évre rá – miután visszatért a Curpu-kolostorba – az ajándékok egy közeli tóból csodálatos módon kerültek elő. A Tibetbe visszavezető út alatt a mongol határ közelében Karmapa egy hatalmas aranytetőre bukkant. A tetőt a mongol hadsereg zsákmányolta, amikor Indiát fosztogatták, azonban a hazafelé vezető úton hátrahagyták, mert sok katona betegeskedett, és nem bírták továbbvinni. Karmapa elvitette a tetőt Kacsuig, mely a Kína-Tibet határon fekszik, de egy kedvezőtlen jel azt mutatta, hogy a legbölcsebb az lenne, ha a felét ott hagynák. A másik felét elvitték magukkal Curpuba, ahol meghajtották a felénél és a kolostor tetejére helyezték két arany pávával és egy arany csúcsdísszel együtt. A Curpu-kolostorban Karmapa meditációs pózba helyezkedett az új Buddha-szobor előtt, és testét arra döntötte, amerre a szobor dőlt, majd lassan kiegyenesedett, és vele együtt a szobor is ugyanígy tett.
Urgyenpa sziddha – Rigdzin Gocangpa egyik tanítványa – ellátogatott Karmapához, és Tilopa sziddha néhány további tanítását átadta neki. Karmapa közölte Urgyenpával, hogy a következő inkarnációjának ő lesz a tanítója. Egy pár – Csöpel és Csangden a dél-tibeti Tingri Langkorból –, akik Curpuba zarándokoltak, audienciát kértek Karmapától, aki elmondta nekik, hogy a következő inkarnációja az ő fiukként fog megszületni, és már át is vitt az asszony méhébe egy darabot magából.
Öt-hónappal később, 80 éves korában végrehajtotta a tudatosság átvitelének gyakorlatát és meghalt; ekkor sok szerencsés jel mutatkozott.
A kilencedik napon elhamvasztották. Számos ereklye került elő a hamvaiból; többek között a szíve, a nyelve és a szemei csakúgy, mint ragyogó kagylószerű formák, melyek jobbra csavarodtak, valamint betűk, szimbolikus jelek és szobrok.

## Magyarul
- Karma Paksi. A megértés mágikus kulcsa. Tisztelet a gurunak, a test, beszéd, tudat, kvalitás és aktivitás fényjelenségének; ford. Urgyen; Samadhi, Bp., 2016